# Dunryggig mestimalia
Dunryggig mestimalia (Macronus ptilosus) är en fågel i familjen timalior inom ordningen tättingar. Den förekommer i Sydostasien i Thailand och på Malackahalvön samt på Borneo och Sumatra med kringliggande öar. Arten minskar i antal till följd av skogsavverkningar, så pass att IUCN listar den som nära hotad.

## Utseende
Dunryggig mestimalia är en mörkt timalia med en kroppslängd på 16,5–17 cm. Den har även svart strupe samt blåaktig tygel och ögonring. Karakteristiskt är också de förlängda fjäderplymerna på ryggens nedre del och övergumpen som gett arten dess namn, men dessa syns inte alltid väl.

## Utbredning och systematik
Dunryggig mestimalia förekommer i Sydostasien och delas in i fyra underarter med följande utbredning:
- Macronus ptilosus ptilosus – förekommer i Thailand och Malaysia
- Macronus ptilosus trichorrhos – förekommer på Sumatra och Batuöarna
- Macronus ptilosus sordidus – förekommer på Bangka- och Belitungöarna
- Macronus ptilosus reclusus – förekommer på Borneo

Underarterna sordidus och reclusus inkluderas ofta i trichorrhos. Släktesnamnet har även stavats Macronous, men Macronus anses korrekt.

## Levnadssätt
Dunryggig mestimaia hittas i undervegetationen i ursprunglig och lätt gallrad skog, skogsbryn och tät ungskog. Den ses från hanvsnivån upp till 200 meters höjd på asiatiska kontinenten, på Sumatra och Borneo upp till 100 meter. Fågeln uppträder vanligen i par, födosökande i lövverket efter insekter.

### Häckning
Fågeln häckar mellan februari och juni i Malaysia, i februari på Sumatara, oktober–juli på norra Borneo och april–juli på södra Borneo. Boet består av en löst byggd sfär eller skål av döda löv och strimmor av torra palmblad. Det placeras upp till 0,6 meter ovan mark i en palm eller i tät undervegetation. Däri lägger den två till tre ägg.

## Status
Dunrygging mestimalia beskrivs som ganska vanlig i delar av utbredningsområdet. Den minskar dock i antal till följd av skogsavverkning, så pass att internationella naturvårdsunionen IUCN listar den som nära hotad (NT) på sin röda lista.